# Męskie Granie 2025
Męskie Granie 2025 – 16. edycja polskiego festiwalu muzycznego Męskie Granie, organizowanego przez agencję Live i sponsorowanego przez firmę Żywiec. Składa się na nią 14 koncertów w 7 miastach Polski, odbywających się od 27 czerwca do 23 sierpnia 2025. Hymn edycji, „To bardzo ziemskie”, został nagrany przez supergrupę Męskie Granie Orkiestra 2025, w której skład weszli Igor Herbut, Ralph Kaminski, Błażej Król i Natalia Przybysz.

## Organizacja
29 listopada 2024 organizatorzy Męskiego Grania ogłosili program nadchodzącej edycji, obejmujący po dwa koncerty (w piątki i soboty) w 7 miastach. 5 grudnia 2024 rozpoczęła się przedsprzedaż biletów, a dzień później sprzedaż właściwa. 5 marca 2025 organizatorzy poinformowali, że każdy z piątkowych wieczorów zakończy wspólny koncert Krzysztofa Zalewskiego i zespołu T.Love w ramach projektu specjalnego Męskie Granie Przedstawia. 12 czerwca 2025 opublikowali listę wykonawców na festiwalu, zapowiadając łącznie 144 koncerty. Znalazły się wśród nich liczne projekty specjalne, w tym reaktywacja zespołu Sistars po 13 latach.
5 czerwca 2025 został ujawniony skład Męskie Granie Orkiestry 2025: Igor Herbut, Ralph Kaminski, Błażej Król i Natalia Przybysz. Równocześnie odbyła się premiera nagranego przez supergrupę singla promującego festiwal, „To bardzo ziemskie”, wraz z teledyskiem w reżyserii Maca Adamczaka. 26 czerwca 2025 organizatorzy zapowiedzieli, że jeden z utworów wykonywanych przez Męskie Granie Orkiestrę 2025 został przygotowany we współpracy z serwisem strumieniowym Disney+.

## Męskie Granie Orkiestra 2025
Skład główny:
- Igor Herbut
- Ralph Kaminski
- Błażej Król
- Natalia Przybysz

Muzycy akompaniujący:
- Patryk Stawiński
- Kamil Pater
- Monika Muc
- Alan Turonka
- Szymon Klekowicki
- Przemek Świerk
- Tomasz Świerk
- Wiktoria Bialic
- Kuba Staruszkiewicz
- Wawrzyniec Topa
- Karolina Skrzyńska
- Maria Klata

## Lista koncertów
| Data             | Miejscowość | Obiekt                     | Wykonawcy (Scena Główna) | Wykonawcy (Scena Ż) |
| ---------------- | ----------- | -------------------------- | --- | --- |
| 27 czerwca 2025  | Żywiec      | Amfiteatr pod Grojcem      | Męskie Granie Przestawia: Zalewski i T.Love Artur Rojek Nosowska i Błażej Król Kacperczyk John Porter                                                  | Kuba Karaś Grzegorz Turnau i Atom String Quartet, gościnnie: Krzysztof Zalewski Jucho Sujka Patryk Pietrzak                                              |
| 28 czerwca 2025  | Żywiec      | Amfiteatr pod Grojcem      | Męskie Granie Orkiestra 2025 (Igor Herbut, Ralph Kaminski, Błażej Król i Natalia Przybysz) Zalewski The Dumplings Kasia Lins Spięty                    | Pink Freud Natalia Przybysz Marcin Masecki Sw@Da i Niczos Livka                                                                                          |
| 11 lipca 2025    | Poznań      | Park Cytadela              | Męskie Granie Przestawia: Zalewski i T.Love Mrozu Artur Rojek Igor Herbut Dimon                                                                        | Zamilska Miuosh Ofelia Klawo Daniel Godson Jacko Brango                                                                                                  |
| 12 lipca 2025    | Poznań      | Park Cytadela              | Męskie Granie Orkiestra 2025 (Igor Herbut, Ralph Kaminski, Błażej Król i Natalia Przybysz) Mystic.30. Kortez Paktofonika Dawid Tyszkowski              | Łąki Łan Natalia Przybysz Smolik i Kev Fox, gościnnie: Bokka Ania Leon i Arek Kopera Jarecki BRK, gościnnie: Paula Roma                                  |
| 18 lipca 2025    | Gdańsk      | Polsat Plus Arena          | Męskie Granie Przestawia: Zalewski i T.Love Igo Lady Pank Rogucki & Normalni Ludzie Daria ze Śląska                                                    | Kuba Karaś Mela Koteluk Współgłosy Yana Maciej Milewski                                                                                                  |
| 19 lipca 2025    | Gdańsk      | Polsat Plus Arena          | Męskie Granie Orkiestra 2025 (Igor Herbut, Ralph Kaminski, Błażej Król i Natalia Przybysz) Mrozu The Dumplings Paktofonika Kathia                      | Baasch Błażej Król Ofelia Wiktor Dyduła Zuzanna Malisz                                                                                                   |
| 25 lipca 2025    | Szczecin    | EPSD Aeroklub Szczeciński  | Męskie Granie Przestawia: Zalewski i T.Love Ørganek Lady Pank Grubson Daria ze Śląska                                                                  | Bass Astral Stanisław Sojka i Grott Orkiestra Wiktor Dyduła Sujka Wiktoria Zwolińska, gościnnie: Lor                                                     |
| 26 lipca 2025    | Szczecin    | EPSD Aeroklub Szczeciński  | Męskie Granie Orkiestra 2025 (Igor Herbut, Ralph Kaminski, Błażej Król i Natalia Przybysz) Zalewski Nosowska i Błażej Król Kasia Lins Dawid Tyszkowski | Fox Mela Koteluk Mikromusic, gościnnie: Marcelina i Dawid Tyszkowski Bluszcz Pola Chobot & Adam Baran                                                    |
| 1 sierpnia 2025  | Wrocław     | Pola Marsowe               | Męskie Granie Przestawia: Zalewski i T.Love Kaśka Sochacka Ørganek Grubson Wiktor Waligóra                                                             | Pink Freud Smolik i Kev Fox, gościnnie: Bokka Marcin Masecki Sonbird Przebiśniegi                                                                        |
| 2 sierpnia 2025  | Wrocław     | Pola Marsowe               | Męskie Granie Orkiestra 2025 (Igor Herbut, Ralph Kaminski, Błażej Król i Natalia Przybysz) Brodka Igo John Porter Natalia Szroeder                     | Fisz Emade Tworzywo Sistars Ofelia, gościnnie: Kuba Więcek, Hania Derej, Michał Aftyka i Alan Kapołka Magda Kluz Maciej Milewski                         |
| 8 sierpnia 2025  | Kraków      | Muzeum Lotnictwa Polskiego | Męskie Granie Przestawia: Zalewski i T.Love Mrozu Kaśka Sochacka Mystic.30. Kathia                                                                     | Aleksander Dębicz i Vinylstealer Miuosh Grzegorz Turnau, gościnnie: Igor Herbut BRK, gościnnie: Jarecki Ania Szlagowska                                  |
| 9 sierpnia 2025  | Kraków      | Muzeum Lotnictwa Polskiego | Męskie Granie Orkiestra 2025 (Igor Herbut, Ralph Kaminski, Błażej Król i Natalia Przybysz) Kwiat Jabłoni Nosowska i Błażej Król Brodka Paweł Domagała  | Immortal Onion Sistars Fox Jucho Sw@Da i Niczos |
| 22 sierpnia 2025 | Warszawa    | Lotnisko Bemowo            | Męskie Granie Przestawia: Zalewski i T.Love Mrozu Igo Myslovitz Współgłosy, gościnnie: Tomasz Kot i Błażej Król Natalia Szroeder                       | Łąki Łan Fisz Emade Tworzywo DrySkull, gościnnie: Baranovski, Błażej Król, Igo, Mrozu, Tomson, WaluśKraksaKryzys Yana Sonbird Magda Kluz                 |
| 23 sierpnia 2025 | Warszawa    | Lotnisko Bemowo            | Męskie Granie Orkiestra 2025 (Igor Herbut, Ralph Kaminski, Błażej Król i Natalia Przybysz) Brodka Mystic.30. Igor Herbut Wiktor Waligóra               | Ofelia, gościnnie: Kuba Więcek, Hania Derej, Michał Aftyka i Alan Kapołka Sistars Błażej Król Marcin Masecki, gościnnie: Sophia Muñoz Przebiśniegi Livka |